# Sleeping Sun (Four Ballads of the Eclipse)
Sleeping Sun (Four Ballads of the Eclipse) je pátý singl finské kapely Nightwish.

## Seznam skladeb
1. „Sleeping Sun“ - 4:04
2. „Walking in the Air“ - 5:31
3. „Swanheart“ - 4:46
4. „Angels Fall First“ - 5:34